# Eurata paraguayensis
Eurata paraguayensis là một loài bướm đêm thuộc phân họ Arctiinae, họ Erebidae.